# Музей Каджарів
Будинок Аміра Незама (перс. خانه امیرنظام,Хане-є Амір Незам, азерб. Emir Nizamin evi) або музей Каджарів — історична будівля в районі Шешгелан (перського: ششگلان), одного з найстаріших кварталів міста Тебриз, Іран. Фундамент будівлі займає площу 1200 квадратних метрів. Будівля побудована в період наслідного принца Аббаса Мірзи (1789–1833). Її реконструював Хасан-Алі-хан (حسنعلی خان), Амір Незам Гаррусі (امیرنظام گروسی), коли він був управителем Іранського Азербайджану, і використовував як свою резиденцію. Потім будинок займали його наступники. Протягом довгого часу за будинком ніхто не доглядав. Через це він опинився в такому занедбаному стані, що навіть розглядали можливість його знести і побудувати на тому місті школу. Але зрештою будинок викупила організація культурної спадщини, народних ремесел і туризму. Від 1993 до 2006 року відбулась широка реставрація будівлі, після чого вона отримала статус національної спадщини. Відтоді ця пам'ятка містить музей, присвячений династії Каджарів (1781–1925).

## Архітектура
Будинок має два поверхи. У внутрішньому і зовнішньому дворах розміщені басейни та садки. 16 колон вишикувані по всій довжині балкону на передньому фасаді. На верхньому поверсі є зсувні вікна з вітражами, а також стукко з південної та північної сторін. В підвалі міститься велика кімната з басейном, яка належить до найбільших принад будинку.

## Зали музею
Перший поверх:
- Монет
- Тканих виробів
- Порцеляни
- Скляних виробів
- Металевих виробів
- Музики
- Хатам

Другий поверх:
- Зала каменів
- Зброї
- Архітектури
- Замќів
- Ліхтарів